# Narfastaðafell
Narfastaðafell är en kulle i republiken Island. Den ligger i regionen Norðurland eystra, 270 km nordost om huvudstaden Reykjavík. Toppen på Narfastaðafell är 346 meter över havet, eller 106 meter över den omgivande terrängen. Bredden vid basen är 8,4 km.
Trakten runt Narfastaðafell är nära nog obefolkad, med mindre än två invånare per kvadratkilometer. Närmaste större samhälle är Laugar, nära Narfastaðafell. Trakten runt Narfastaðafell består i huvudsak av gräsmarker.